# Joaquin Murrieta
Joaquín Murrieta Carrillo (a volte scritto Murieta o Murietta), chiamato anche il Robin Hood messicano o il Robin Hood di El Dorado (Álamos, 12 gennaio 1829 – 25 luglio 1853) è stato un famoso californiano durante la corsa all'oro californiana degli anni 1850, a seconda dei punti di vista considerato un infame bandito o un patriota messicano.

## Biografia
Molte fonti biografiche sostengono che Murrieta sia nato ad Hermosillo nello Stato nordoccidentale di Sonora, in Messico. Sono controversi alcuni aspetti della sua biografia: chi era realmente, cosa fece e molti degli eventi che segnarono la sua vita; questa cosa venne riassunta dalle parole della storica Susan Lee Johnson:
(Susan Lee Johnson)
Potrebbe essersi trasferito in California nel 1849 durante la corsa all'oro. Si scontrò con il razzismo nell'estrema competizione dell'estrazione mineraria. Mentre scavava alla ricerca di oro, lui e sua moglie furono attaccati da minatori americani gelosi del suo successo. Si ipotizza che venne picchiato e che la moglie venne stuprata. La fonte di questa ipotesi non è considerata affidabile in quanto è una dime novel pubblicata nel 1854, The Life and Adventures of Joaquín Murieta, scritta da John Rollin Ridge.
Lo storico Frank Latta, nel libro Joaquín Murrieta and His Horse Gangs (1980), riporta che Murrieta proveniva da Hermosillo, nel Messico settentrionale, e che era a capo di una banda paramilitare composta da parenti e amici. Latta ha dimostrato che praticavano con regolarità commercio illegale di cavalli con il Messico, e che uccisero almeno sei degli americani che avevano attaccato lui e la sua famiglia.
Assieme alla sua banda attaccò coloni e carovane in California. Si ipotizza che la banda abbia ucciso fino a 28 cinesi e 13 bianchi americani. Nel 1853 per lo Stato della California Murrieta era un criminale tanto pericoloso da essere inserirlo nella lista dei cosiddetti "Cinque Joaquin" in una legge approvata nel maggio 1853. La legislatura autorizzò l'assunzione per tre mesi di un gruppo di 20 California Rangers, veterani della guerra messico-statunitense, per dare la caccia ai Cinque Joaquin, ovvero "Joaquin Botellier, Joaquin Carrillo, Joaquin Muriata [sic], Joaquin Ocomorenia e Joaquin Valenzuela" e ai loro soci. L'11 maggio 1853 il governatore John Bigler firmò una legge per la costituzione dei "California State Rangers", guidati dal capitano Harry Love (ex Texas Ranger e veterano della guerra messico-statunitense).
Lo Stato pagò i California Rangers 150 dollari al mese e promise loro una ricompensa di 1000 dollari per la cattura di questi uomini. Il 25 luglio 1853 un gruppo di Rangers incontrò una banda di messicani armati nei pressi di Arroyo de Cantua sulle montagne di Coalinga. Nello scontro tre dei messicani furono uccisi. Sostennero che uno di loro era Murrieta, mentre un altro sarebbe stato Manuel Garcia, noto anche come Jack Tre Dita, uno dei suoi più famosi colleghi. Altri due furono catturati. Una targa (California Historical Landmark #344) nei pressi di Coalinga all'intersezione delle strade 33 e 198 segna il punto approssimativo dello scontro.

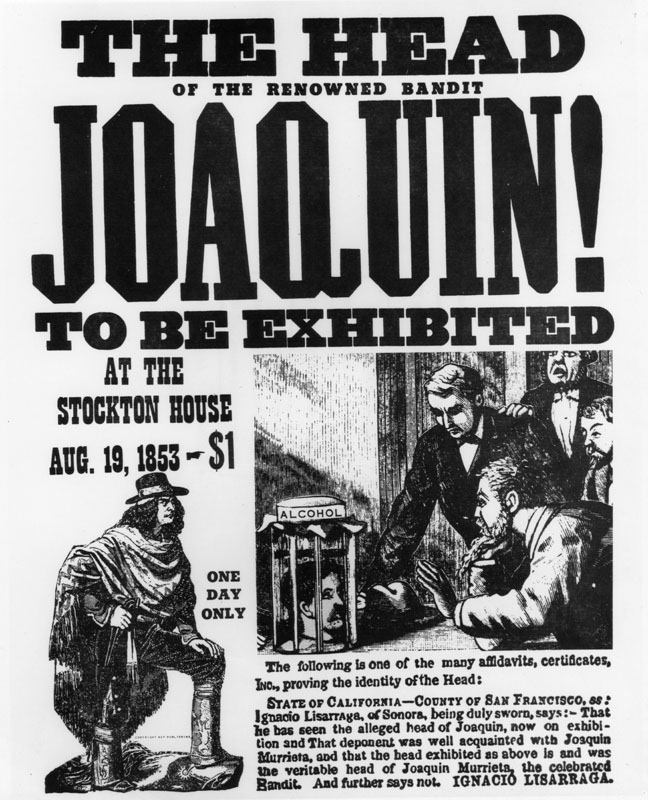
Manifesto che segnala l'esposizione della testa di colui che si credeva essere Murrieta a Stockton, California, nel 1853

Come prova della morte dei fuorilegge, i Rangers tagliarono la mano di Jack Tre Dita e la testa del presunto Murrieta conservandole in una boccia di alcool per portarli dalle autorità e chiedere la ricompensa. La boccia fu esposta nella contea di Mariposa, a Stockton ed a San Francisco. I Rangers portarono i reperti in giro per la California, e le persone pagavano un dollaro per vedere le reliquie.
Love e i suoi ranger ricevettero 1000 dollari di ricompensa. Il 28 maggio 1854 la legislatura della California decise di dare ai ranger altri 5000 dollari per aver sconfitto la banda di Murrieta.
25 anni dopo iniziò a formarsi il mito. Nel 1879 O. P. Stidger disse di aver sentito dire alla sorella di Murrieta che la testa esposta non era la sua. Nello stesso periodo in molti dissero di aver visto Murrieta da vecchio. Queste voci non furono mai confermate. La sua presunta testa fu distrutta nel terremoto di San Francisco del 1906 e nell'incendio che ne seguì.

## Influenza culturale
John Rollin Ridge, nipote del capo Cherokee Grande Cima, scrisse una dime novel su Murrieta. Questa biografia romanzata contribuì alla leggenda, soprattutto quando fu tradotta in varie lingue europee. Una parte del racconto di Ridge fu ristampata nel 1858 sulla California Police Gazette. Questa storia fu tradotta in seguito in lingua francese. La versione francese, che parlava di un fantomatico Joaquín Murrieta cileno, fu tradotta in spagnolo da Roberto Hyenne. Hyenne sostenne di essere stato in California durante la corsa all'oro, e di essere venuto a conoscenza di Murrieta.
Il nipote di Murrieta, noto come Procopio, divenne uno dei più famosi banditi della California negli anni 1860 e 1870. Voleva superare la fama dello zio. Murrieta fu forse il personaggio che ispirò la nascita di Zorro, personaggio principale della serie di cinque libri intitolata "La maledizione di Capistrano" scritta da Johnston McCulley e pubblicata nel 1919 in una rivista pulp.
Per alcuni attivisti Murrieta simboleggiò la resistenza contro il dominio economico e culturale anglo-americano della California.  La "Association of Descendants of Joaquin Murrieta" afferma che Murrieta "voleva recuperare la parte di Messico persa in quel periodo con il trattato di Guadalupe Hidalgo".

### Rappresentazione nei media
Joaquin Murrieta è stato spesso usato come figura romantica in romanzi, storie e film.
Letteratura
- Fulgor y Muerte de Joaquín Murieta, scritto da Pablo Neruda.
- La figlia della fortuna, romanzo del 1999 di Isabel Allende che parla anche di Murrieta.
- Звезда и смерть Хоакина Мурьеты (Zvezda i smert' Khoakina Mur'ety), 1976, opera di Alexei Rybnikov e Pavel Grushko basata sul racconto di Pablo Neruda.
- The Life and Adventures of Joaquín Murieta (1854) di John Rollin Ridge, pubblicata un anno dopo la supposta morte di Murieta. Parti sono state tradotte in francese e spagnolo, alimentando la leggenda in Europa.
- Walter Noble Burns, The Robin Hood of El Dorado, New York, Coward-McCann, Inc., 1932.
- L.A. Outlaws, romanzo del 2008 di T. Jefferson Parker descrive Murietta come antenato di alcuni dei personaggi dell'opera.

Film e TV
- The Robin Hood of El Dorado,  film del 1936 di William A. Wellman.[8]
- The Adventures of Kit Carson, serie televisiva del 1951; nel primo episodio "California Bandits", con Rico Alaniz nel ruolo di Murrietta.[9]
- La grande vallata, serie statunitense della ABC, 1967, episodio "Joaquin" con Fabrizio Mioni nel ruolo di Juan Molina, sospettato di essere Joaquin Murrieta [10]
- La maschera di Zorro (1998) film che rappresenta un giovane Murrieta e la sua morte per mano del capitano Harrison Love. Il fratello Alejandro (Antonio Banderas) prende il posto di Zorro ed uccide Love per vendetta. Victor Rivers interpreta Joaquin e Matt Letscher il capitano Love.[11]
- Murrieta viene citato in CSI - Scena del crimine episodio S05E12 "Snakes".
- Behind The Mask of Zorro (2005) documentario di History Channel su Murrieta e su come ispirò la nascita di Zorro.[12]
- Le facce della morte n. 2, falso documentario del 1981 sulla morte. La testa di Murrieta nella giara si crede essere sopravvissuta al terremoto e venduta a diversi collezionisti. Il suo attuale "proprietario" la mostra e ne racconta la leggenda.[13]
- Timeless - S02EP11 "The Miracle Of Christmas Pt.1"

Fumetti
- Joaquin Murrieta  in  Desperado  n. 2, Lev Gleason, agosto 1948, fumetto disegnato da Dan Barry.
- Nel 1950, Joaquín Murietta appare nella striscia a fumetti Casey Ruggles di Warren Tufts.[14]
- Death to Gringos!  In  Jesse James  n. 7, Avon Periodicals, maggio 1952, fumetto disegnato da Howard Larsen.
- The California Terror!  In  Badmen of the West  n. 2 [A-1 n. 120], Magazine Enterprises, 1954
- The Fabled Killer-Caballero Of California  in  Western True Crime n. 4 , Fox Feature Syndicate, febbraio 1949

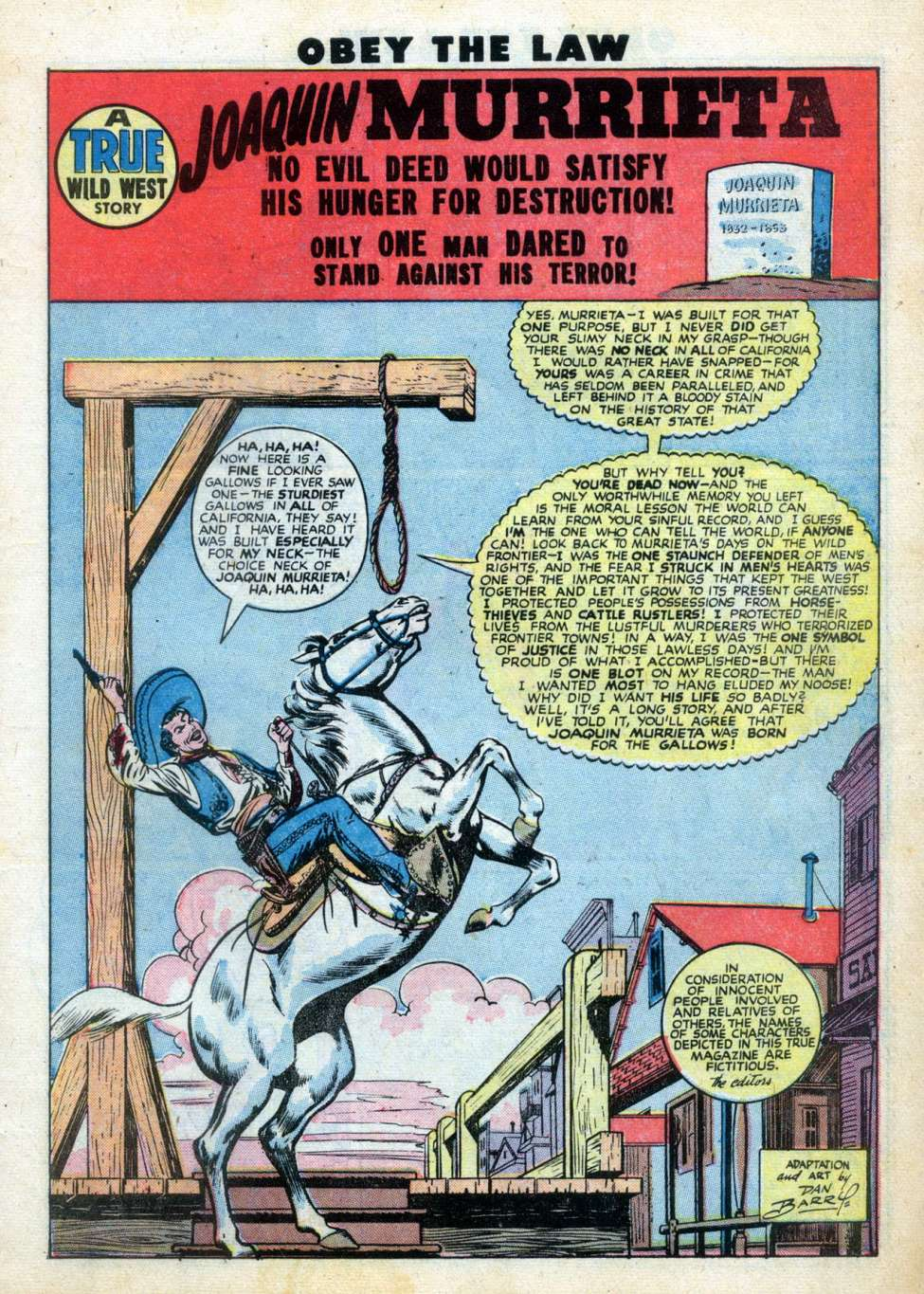
Joaquin Murrieta (agosto 1948), arte di Dan Barry.
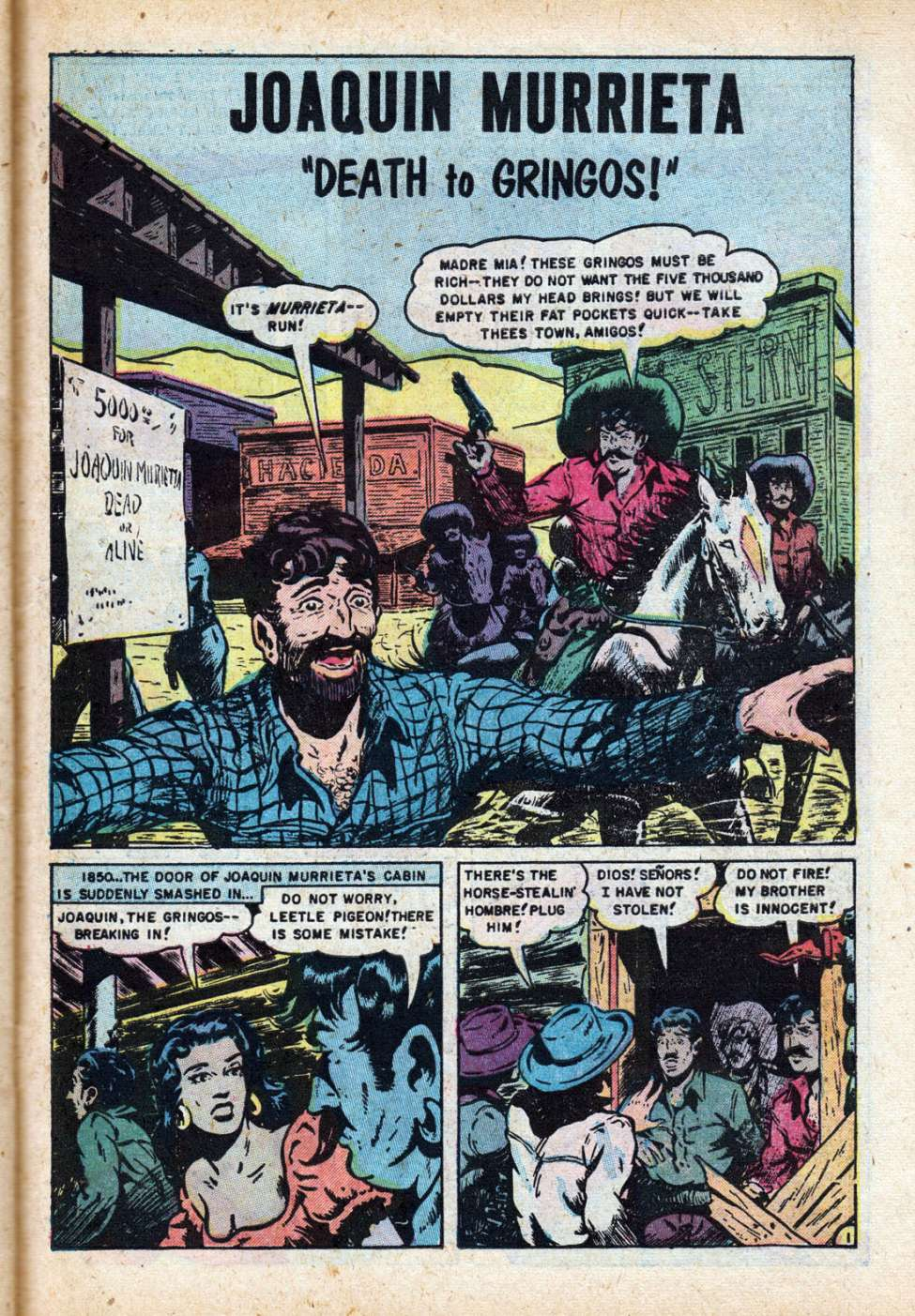
Death to Gringos! (maggio 1952), arte di Howard Larsen.
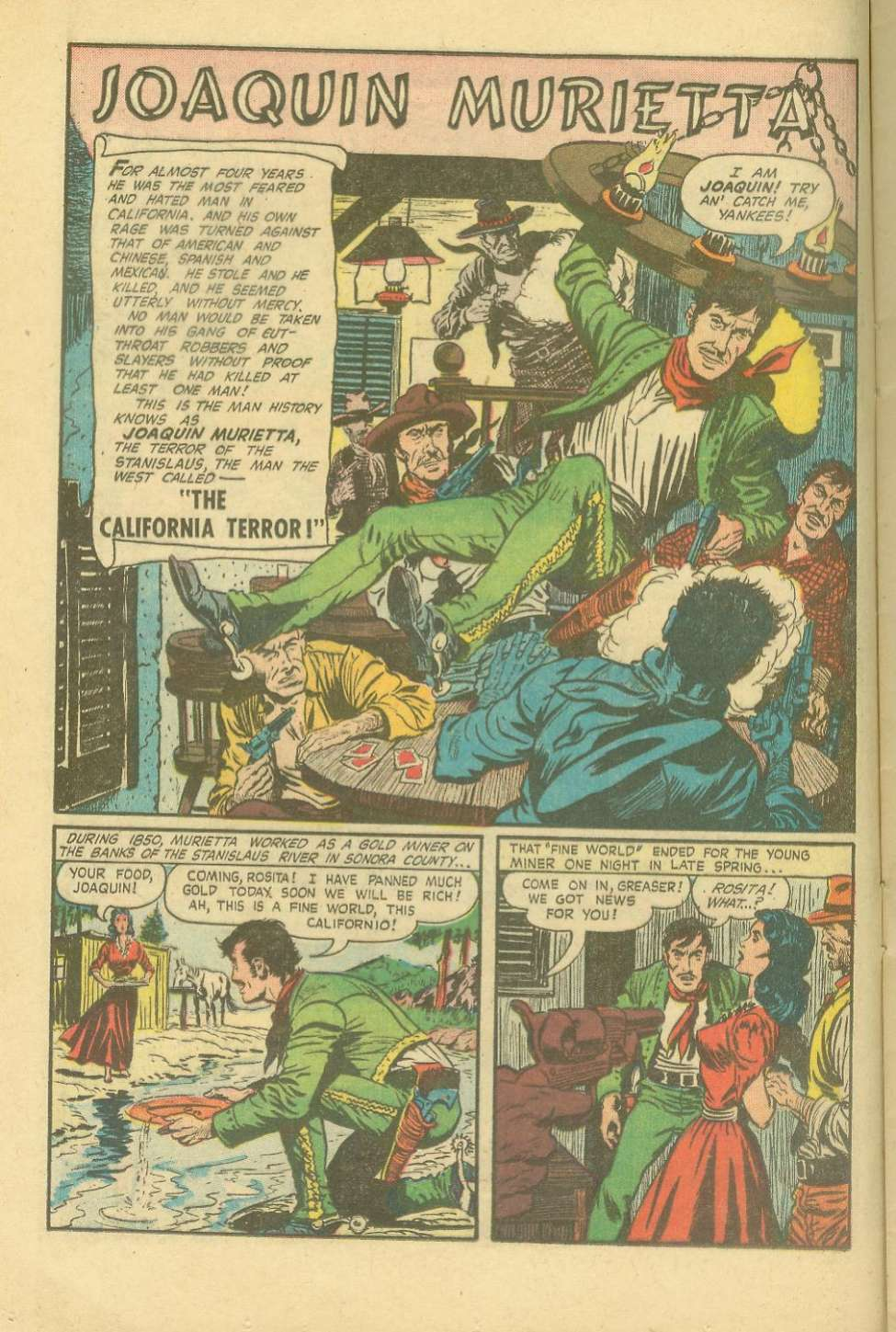
The California Terror!, Magazine Enterprises, 1954,
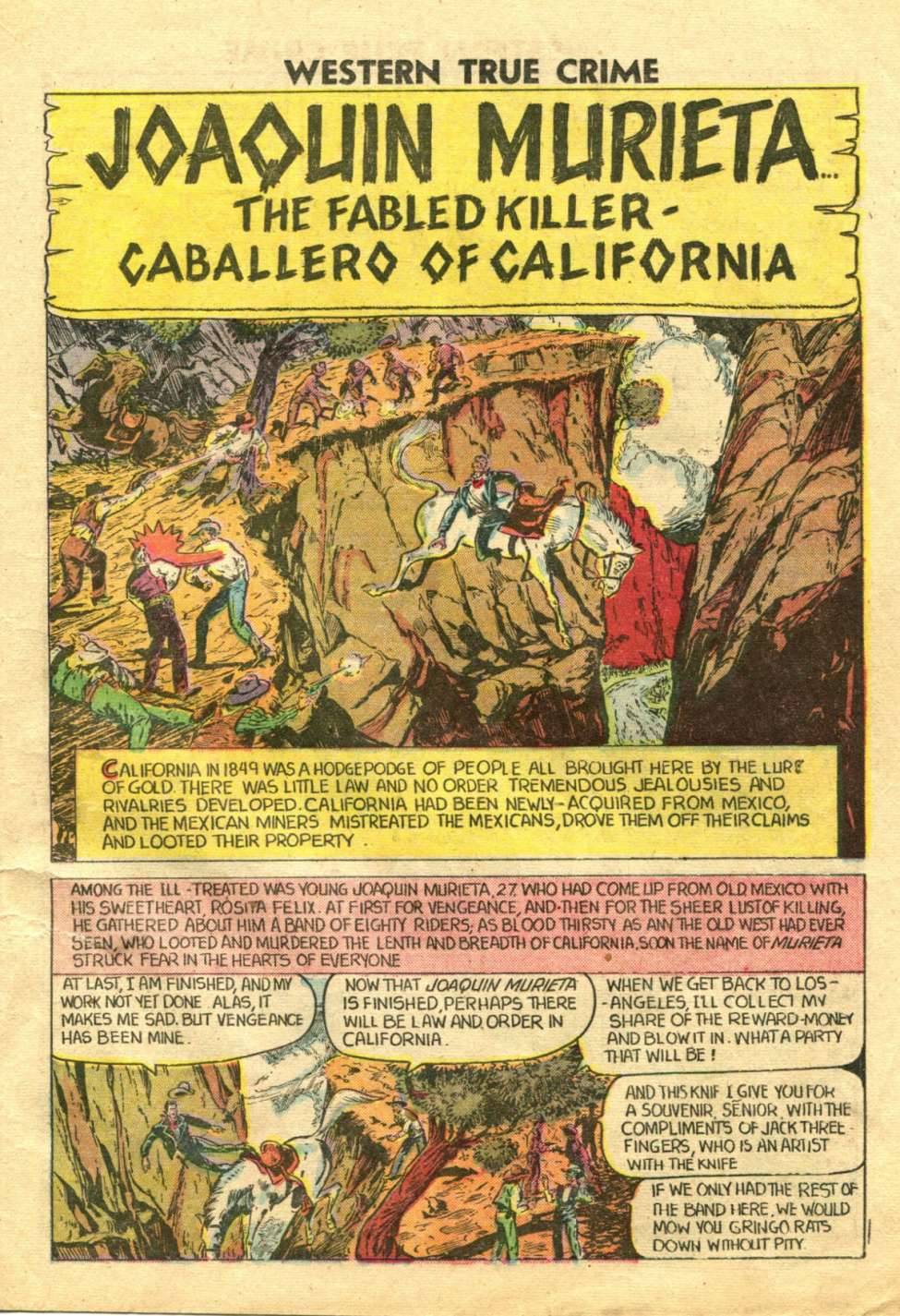
The Fabled Killer-Caballero Of California, Fox Feature Syndicate, febbraio 1949,

Musica
- "Así Como Hoy Matan Negros", incisa da Víctor Jara e Inti-Illimani, basata sull'opera di Pablo Neruda e Sergio Ortega intitolata Fulgor y Muerte de Joaquín Murieta.
- "Cueca de Joaquín Murieta" incisa da Víctor Jara e Quilapayún nello stile della danza nazionale cilena, la cueca (album X Viet-Nam)
- "Premonición de la Muerte de Joaquin Murieta", tributo a Murrieta di Quilapayún (album Quilapayun Chante Neruda)